# Tropilis
Tropilis es un género con 12 especies de orquídeas. Ha sido separado del género Dendrobium. Son pequeñas y grandes orquídeas epífitas o litófitas que se encuentran en las selvas tropicales del Noreste de Australia, se caracterizan por su distintivo olor floral.

## Descripción
Son pequeñas o grandes plantas epífitas o litófitas, de cremiento simpodial, con la base hinchada, segmentada, con 2 a 4 hojas delgadas, brillantes, lanceoladas a ovales y también con inflorescencias terminales cortas, en forma de racimo densamente cubiertos con unos pocas a una docena de flores con un aroma distintivo, dulce y picante.

## Distribución y hábitat
Se encuentran sobre los árboles y en las rocas en áreas abiertas cerca del agua en las tierras bajas cálidas y húmedas de las selvas tropicales de montaña y en los bosques abiertos, sobre todo en el Nordeste de Australia (Queensland, Nueva Gales del Sur), Nueva Caledonia y las islas circundantes.

## Sinonimia
Han sido segregadas del género Dendrobium Sw. secc. Dendrocoryne

## Etimología
El nombre de Tropilis no está claro. El nombre fue traducido por Rafinesque como "labio-quilla", que etimológicamente es imposible.

## Taxonomía
El género Tropilis fue descrito originalmente en 1837 por Rafinesque e inscritos en Dendrobium Sw. (1799) como secc. Dendrocoryne, posteriormente fue nuevamente elevado a género por M.A.Clem. & D.L.Jones en 2002.
Su especie tipo es Tropilis aemula. El género cuenta actualmente con 12 especies.

## Especies
- Tropilis aemula (R.Br.) Raf. (1837)
- Tropilis angusta D.L.Jones & M.A.Clem. (2006)
- Tropilis bidupensis (Gagnep.) Rauschert (1983)
- Tropilis callitrophila (B.Gray & D.L.Jones) D.L.Jones & M.A.Clem. (2002)
- Tropilis carunculosa (Gagnep.) Rauschert (1983)
- Tropilis closterium (Rchb.f.) Butzin (1982)
- Tropilis crassa D.L.Jones, B.Gray & M.A.Clem. (2006)
- Tropilis eburnea D.L.Jones & M.A.Clem. (2006)
- Tropilis eungellensis D.L.Jones & M.A.Clem. (2006)
- Tropilis odontochila (Rchb.f.) Butzin (1982)
- Tropilis radiata D.L.Jones & M.A.Clem. (2006)
- Tropilis subterrestris (Gagnep.) Rauschert (1983)